# Кинлен, Иоганн Кристоф
Иоганн Кристоф Кинлен (нем. Johann Christoph Kienlen; 14 декабря 1783, Ульм — 7 декабря 1829, Дессау) — немецкий композитор, дирижёр и музыкальный педагог.
Сын городского музыканта. Зарекомендовал себя в своём городе как вундеркинд, певец и инструменталист. В 1803—1806 гг. изучал композицию в Париже под руководством Луиджи Керубини.
Вернувшись из Франции, работал дирижёром в Ульме, затем с 1808 года в Прессбурге, Аугсбурге, Брюнне. С 1812 г. в Вене и Бадене, здесь его учеником был Франц Ксавер Шнидер фон Вартензе. Далее после кратковременного пребывания в Париже занял пост королевского музикдиректора в Мюнхене, а с 1823 года работал в Берлине как вокальный педагог Берлинской оперы. В конце жизни по приглашению Антония Генриха Радзивилла работал в Познани.
Как композитор Кинлен наиболее известен своей работой с текстами Иоганна Вольфганга Гёте, в том числе зингшпилями «Клаудина фон Вилла Белла» и «Шутка, хитрость и месть» (нем. Scherz, List und Rache) на его либретто и рядом песен. Другие оперы Кинлена — «Королевская роза» (нем. Die Kaiserrose; 1815, Вена) и «Петрарка и Лаура» (1816, Прессбург).